# Indira Gandhi
Indira Priyadarshini Gandhi (în limba hindi इन्दिरा प्रियदर्शिनी गान्धी, pronunție: /ɪnd̪ɪraː prɪjəd̪ərʃɪniː gaːnd̪ʰiː/) (n. 19 noiembrie 1917, Prayagraj, India Britanică, India – d. 31 octombrie 1984, New Delhi, Teritoriul Capitalei Naționale Delhi⁠(d), India) a fost prim-ministru al Indiei din 19 ianuarie 1966 până la 24 martie 1977, și, din nou, din 14 ianuarie 1980 până la asasinarea ei pe 31 octombrie 1984.
Fiica primului prim ministru al Indiei, Jawaharlal Nehru, și mamă a altuia, Rajiv Gandhi, Indira Ghandi a fost unul dintre cei mai notabili și controversați lideri politici. În ciuda numelui faimos, nu există nici o legătură de rudenie cu Mahatma Gandhi.
Publicația Time a considerat-o una dintre cele mai influente femei ale secolului al XX-lea.

## Primii ani

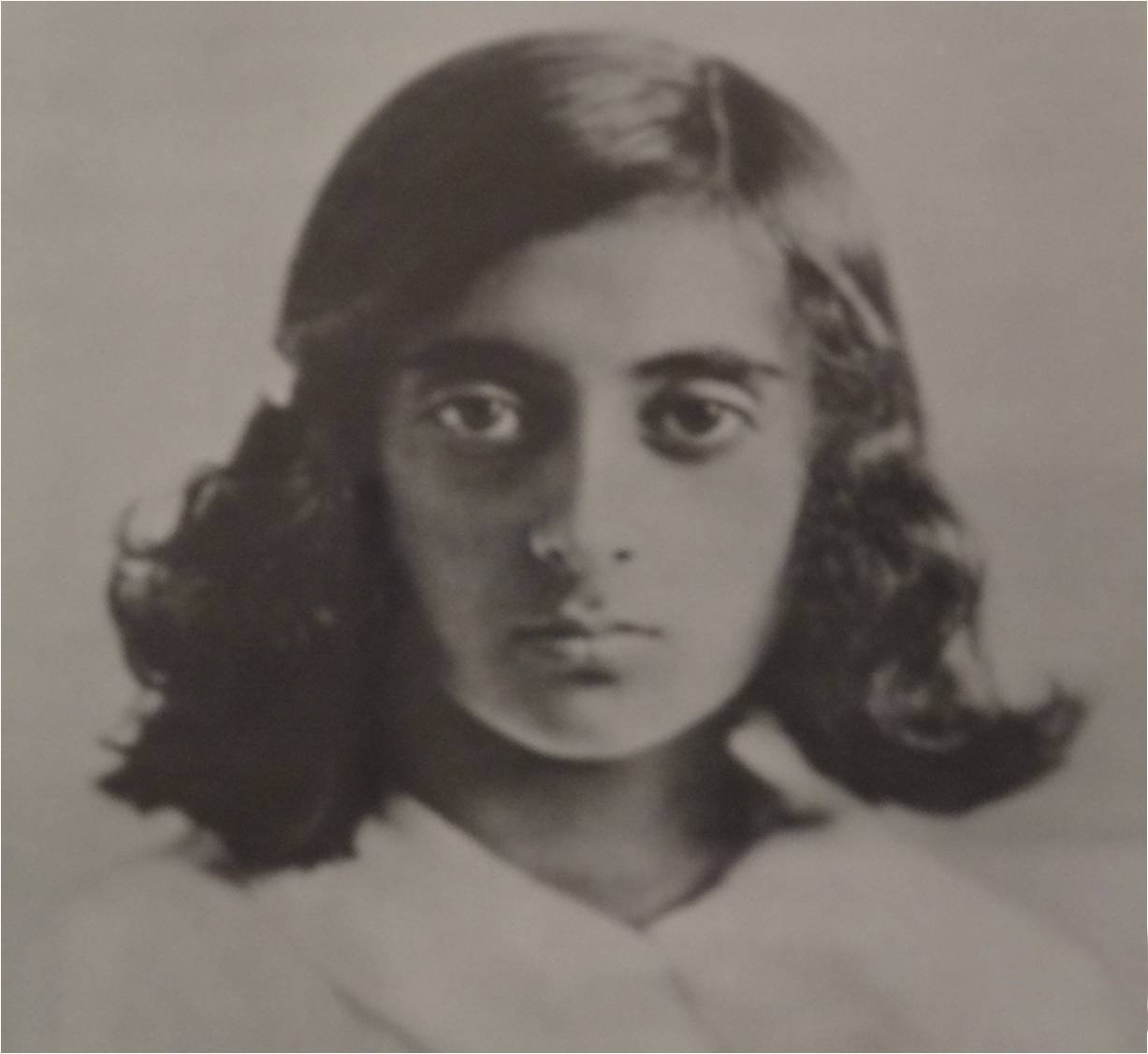
Indira Gandhi în copilărie, anii '20

Familia Nehru își are originile în casta Brahmanilor din Jammu și Cașmir și Delhi. Bunicul Indirei, Motilal Nehru, era un avocat înstărit din Allahabad în Uttar Pradesh. 
Nehru era unul dintre cei mai proeminenți membri ai Congresului Național Indian din era pre-Gandhi, fiind autorul Raportului Nehru care a fost alegerea poporului pentru un viitor sistem indian de guvernare opus sistemului britanic. Tatăl său, Jawaharlal Nehru era un avocat educat și un lider popular al Mișcării de Independență a Indiei. Mama Indirei Ghandi se numea Kamala; în acest context, Nehru a aderat la mișcarea de independență împreună cu Mahatma Gandhi.
Crescând numai în grija mamei sale, care era bolnavă și înstrăinată de familia Nehru, Ghandi a dezvoltat instincte de protecție puternice și o personalitate singuratică. Faptul că bunicul și tatăl ei erau într-o continuă luptă politică nu a ajutat-o să se integreze în familie. A avut conflicte cu surorile tatălui ei, inclusiv cu Vijayalakshmi Pandit, acestea continuând și pe scena politică.
Indira Gandhi a creat mișcarea Vanara Sena pentru tinerele fete și băieți, care a jucat un rol mic dar semnificativ în Mișcarea de Independență Indiană, organizând proteste și marșuri, dar și ajutând politicienii Congresului să publice ziare și materiale interzise.Deseori a circulat povestea în care ea ar fi scos din casa bine-pazită a tatălui său un document important care conținea planuri pentru o inițiativă revoluționară majoră la începutul anului 1930.

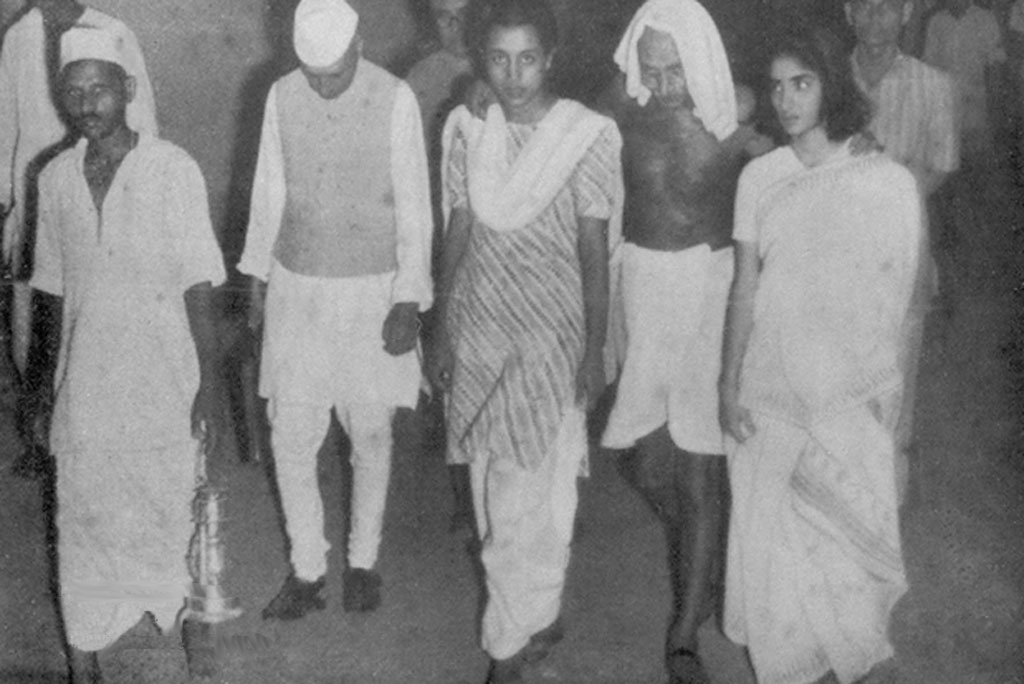
Indira Gandhi, Mahatma Gandhi și Jawaharlal Nehru în anii '30

În 1934 mama ei, Kamala Nehru, a decedat în urma unei tuberculoze ce o chinuia de multă vreme. Indira Gandhi avea 17 ani atunci, și nu trăise niciodata o viață de familie stabilă în timpul copilăriei sale. A studiat la școli importante indiene, europene și engleze ca Santiniketan și Oxford, dar rezultatele ei slabe au împiedicat-o să obțină un grad. În timpul șederii ei în Europa continentală și Anglia, l-a întâlnit pe Feroze Gandhi, un tânăr activist Congresist, cu care s-a căsătorit in 1942, înaintea Mișcării Indiene, o revoltă condusă de Mahatma Gandhi și Partidul Congresist. Cuplul a fost arestat și deținut pentru câteva luni pentru implicarea lor în mișcare. În 1944, Gandhi l-a născut pe Rajiv Gandhi, apoi peste 2 ani pe Sanjay Gandhi.
În timpul haoticei Partiție a Indiei în 1947, ea a ajutat organizarea campurilor de refugiați și acordarea îngrijirilor medicale pentru milioane de refugiați din Pakistan. Acesta a fost primul ei exercițiu major în serviciile publice și a constituit o valoroasă experiență pentru tumultul din anii următori.
Cuplul s-a stabilit în Allahabad unde Feroze lucra pentru un ziar al Partidului Congresului și o companie de asigurări. Căsnicia lor începuse bine, dar s-a deteriorat pe parcurs când Indira s-a mutat la Delhi, pentru a-i fi alături tatălui său, acum Prim Ministru, care locuia singur într-un mediu foarte stresant. Ea a devenit confidenta lui, secretara și asistenta lui. Fiii ei au locuit cu ea, dar în final a rămas separată permanent de Feroze deși erau încă căsătoriți.
Când prima alegere generală din India se apropia în 1952, Gandhi se ocupa de campaniile lui Nehru dar și a soțului ei, care contesta dreptul de participare al lui Rae Bareilly. Feroze nu l-a consultat pe Nehru în alegerea sa de a candida și. în ciuda faptului că a fost ales, el a optat să locuiască într-o casă separată în Delhi. Feroze și-a câștigat cu repeziciune reputația de a fi un luptător împotriva corupției politice publicând un scandal major în industria naționalizată a asigurărilor, din care a rezultat demisia Ministrului de Finanțe, un susținător al lui Nehru.
În apogeul tensiunii, Gandhi și soțul său s-au despărțit. Totuși, în 1957, la scurt timp după realegere, Feroze a suferit un infarct, care i-a adus înapoi împreună. Lângă el, să-l ajute să-și revină în Kasmir, familia lui s-a apropiat. Dar Feroze a murit, pe 8 septembrie, 1960, când ea era plecată cu Nehru, într-o vizită în străinătate.

## Ascensiunea la putere
Între 1959 și 1960, Gandhi a fost aleasă Președintele Congresului Național Indian. De asemenea, ea a jucat și rolul de președinte de protocol al tatălui său. Nehru era cunoscut ca un oponent vocal al nepotismului și ea nu a participat la alegerile din 1962.
Nehru a murit pe 24 mai 1964 și Gandhi, la îndemnurile noului Prim-Ministru, Lal Bahadur Shastri, a participat la alegeri și s-a alăturat Guvernului, fiind imediat numită Ministru al Informației. S-a dus la Madras când protestele împotriva declararării limbii hindi ca limbă oficială au izbucnit în statele non-vorbitoare de hindi din sud. Acolo, ea a ținut discursuri oficialilor guvernamentali, a aplanat conflictele, și a supravegheat eforturile de reconstrucție ale zonelor afectate. Shastri și miniștrii au fost rușinați de lipsa lor de inițiativă. Acțiunile ministrului Gandhi nu ținteau spre Shastri sau spre propria avansare politică. Ea nu dădea dovadă de interes față de îndatoririle sale zilnice de ministru, dar era charismatică și capabilă să-și construiască o imagine politică pozitivă prin intermediul mass-media.
Când a izbucnit Războiul Indo-Pakistanez din 1965, Gandhi era în vacanță în regiunea de graniță Srinagar. Deși avertizată de Armată că insurgenții pakistanezi au pătruns foarte aproape de oraș, ea a refuzat să plece la Jammu sau Delhi. S-a aliat guvernului local și a intrat în atenția presei, calmând în cele din urma națiunea. Shastri a murit în Takshent, la câteva ore după semnarea tratatului de pace cu președintele Pakistanului, Muhammad Ayub Khan, mediat de sovietici.
Shastri a fost un candidat al consensului, micșorând neînțelegerile între partidele de stânga și dreapta. Gandhi era candidata „Sindicatului”, o putere regională cu o imensă influență, care credea că va putea fi ușor manipulată.
După mulți ani, căutând explicații pentru greșeala dezastruoasă, Președintele Congresului de atunci, Kumaraswami Kamara a pretins că făcuse o promisiune personală lui Nehru să o facă pe Gandhi Prim-Ministru „cu orice preț”. Totuși, la aceea vreme, el și ceilalți o considerau ca o „gungi gudiya” - în traducere „o păpușă nătângă”.
Cu sprijinul Sindicatului, într-un vot al Partidului Parlamentar al Congresului, Gandhi l-a învins pe Morarji Desai cu 365 la 169 de voturi, și a devenit cel de-al treilea Prim-Ministru al Indiei și prima femeie ce ocupa aceea poziție.

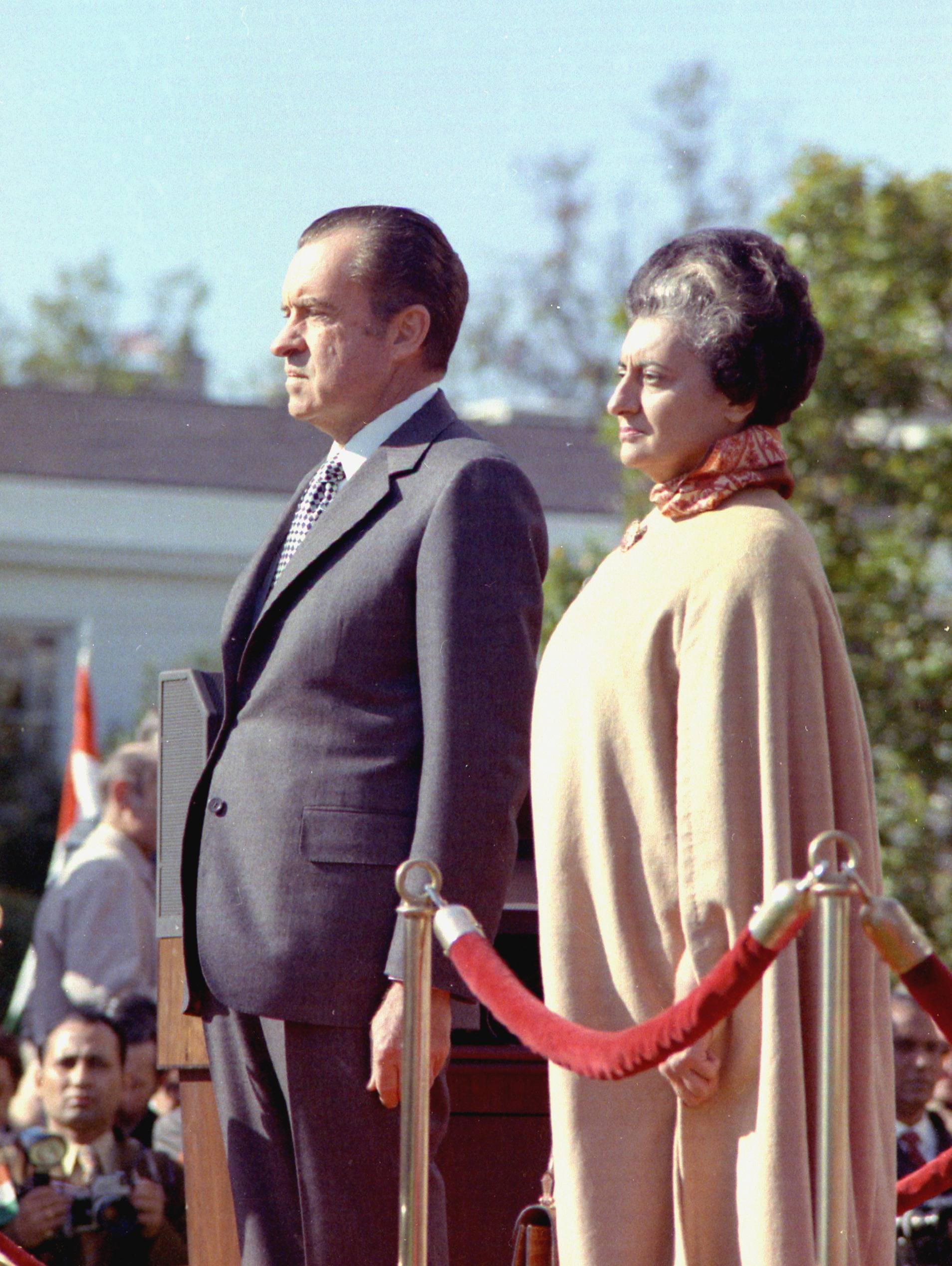
Richard Nixon și Indira Gandhi în 1971

## Securitatea nucleară și Revoluția Verde
În timpul războiului din 1971, SUA și-a trimis  A-7-a flota în Golful Bengalului ca avertizare pentru India să nu folosească genocidul în Pakistanul de Est ca pretext pentru un atac major împotriva Pakistanului de Vest, în special din cauza teritoriului Kashmir disputat. Această mișcare a îndepărtat și mai mult India de Lumea Întâia, și Prim Ministrul Gandhi a accelerat o mai veche manevră în securitatea națională și în politca externă. India și URSS semnaseră Tratatul Prieteniei și a Cooperării Reciproce, iar sprijinul militar și politic rezultat din acesta a contribuit substanțial la victoria Indiei în războiul din 1971.
Dar Gandhi a accelerat programul național nuclear, căci se ajunsese la concluzia că amenințarea nucleară din China și interesul intrusiv al celor 2 super puteri nu erau conductive la stabilitatea și securitatea Indiei. De asemenea ea l-a invitat pe noul Președinte Pakistanez Zulfikar Ali Bhutto la Shimla pentru un summit de o săptămână. După o eșuare iminentă a discuțiilor, cei 2 conducători au semnat într-un final, Acordul Shimla care lega cele 2 țări în rezolvarea conflictului Kashmir prin negocieri pașnice. Încăpățânarea lui Gandhi l-a făcut chiar și pe Primul Ministru pakistanez aflat doar în vizită să semneze acordul cu condițiile Indiei în care Zulfikar Ali Bhutto a trebuit să scrie ultimele condiții de mână.
Indira Gandhi a fost aspru criticată pentru că nu a cerut partea ocupată de pakistanezi a Kashmirului de la un Pakistan umilit cu cei 93,000 de prizonieri de război ai săi sub controlul Indiei. Dar acordul a îndepărtat imediat interferențele Națiunilor Unite sau a unei terțe părți, și a redus semnificativ posiblitatea unui viitor atac din partea Pakistanului în viitorul apropiat. Necerând capitulare totală asupra unei probleme sensibile din Bhutto, ea a permis Pakistanului să se stabilizeze și să se normalizeze. Și relațiile de comerț au fost normalizate, deși mulți ani înainte, legăturile au rămas reci.
În 1974, India a realizat cu succes un test nuclear subteran, codul neoficial fiind „Zâmbitorul Buddha”, aproape de satul părăsit din Pokhran în Rajasthan. Descriind testul ca fiind „in scopuri pașnice”, India a devenit cea mai tânără putere nucleară mondială.
Programele speciale de inovare a agriculturii și ajutoarele extra guvernamentale lansate in 1960, au avut ca rezultat trecerea de la lipsa cronica de alimente din India la surplusurile de grâu, orez, bumbac și lapte. Țara a devenit exportatoare de alimente, și și-a diversificat piața de negoțuri, realizându-se astfel „Revoluția Verde”. În același timp, Revoluția Albă a însemnat o expansiune a producției laptelui ce a ajutat la combaterea malnutriției, în special, în rândul tinerilor. De ce sunt acești factori importanți? A avut Gandhi un rol în acestea? Dacă nu avea, nu ar mai fi fost menționate în acest articol. Politica economică și socialistă a lui Gandhi a adus o majoră industrializare .

## Viața personală
Indira Gandhi, eroina ce devenise o icoană după 1971, ca și tatăl ei, era acum mai izolată emoțional ca niciodată. Instabilitatea copilăriei sale au împiedicat-o să își dezvolte interesele sale personale și stilul său propriu de viață. Simțul tatălui său de datorie și mândrie au adus-o în politică, dar nu i s-a dat niciodată spațiu pentru a se dezvolta ca persoană. În timpul anilor 1950 și 1960 ea a corespondat cu Dorothy Norman, un jurnalist din New York, care a devenit un prieten foarte apropriat prin corespondență. Dar în afara asociaților politici, ea nu avea prieteni personali. Fiii ei „studiau în Anglia” (niciunul nu a obținut vreun grad formal de la nicio universitate). A devenit și mai apropiată de fiul său mai mic, Sanjay, care este acuzat de mulți istorici că s-a folosit de dependența emoțională a mamei sale.
Gandhi ar fi văzut o asemănare între Feroze și Sanjay și era întotdeauna gata să-i facă pe plac, cum ea observase că Sanjay Gandhi o învinovățea pentru moartea tatălui său. În timp ce Rajiv se dezvolta ca un tânăr independent și departe de politică, nesăbuința lui Sanjay o obliga pe mama sa să aibă grijă de fiul său mai presus de orice. Rezultatul a fost un parteneriat politic care a sfârșit în abrogarea democrației, corupție și abuz de putere. Se spune că Rajiv Gandhi a declarat că nu își va ierta niciodată fratele pentru ce i-a făcut mamei lor când aceasta era izolată, depresivă și umilită după înfrângerea ei din alegerile din 1977.

## Probleme urgente

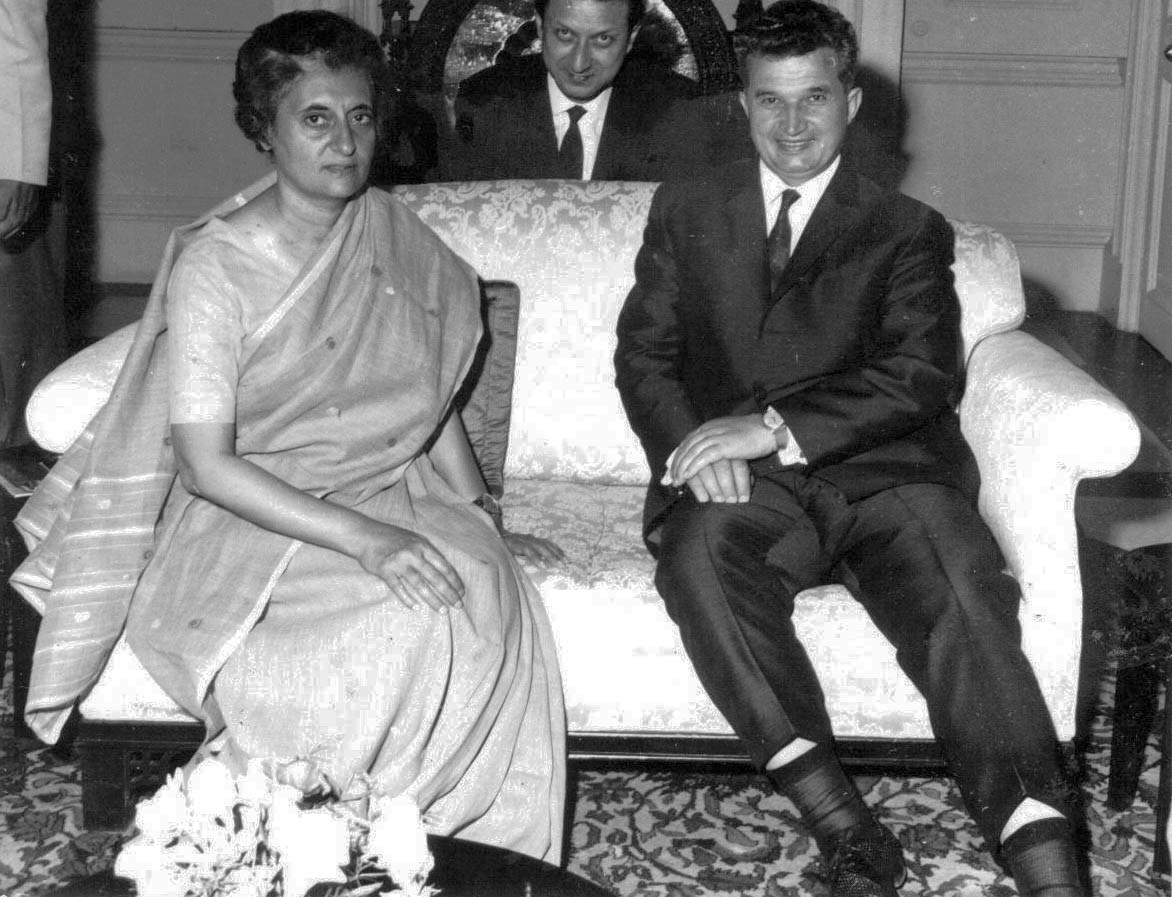
Indira Gandhi și Nicolae Ceaușescu, 1969

Guvernul lui Gandhi a avut de-a face cu probleme majore după mandatul ei din 1971. Structura internă a Partidului Congresist s-a slăbit urmată de numeroasele sale rupturi, lăsând-o independentă în întregime în alegeri. Revoluția Verde a transformat viața vastei clase sociale de jos indiene, dar nu cu viteza sau în felul promis sub „Garibi Hatao”. Creșterea numărului de locuri de muncă nu a fost destul de puternică pentru a ameliora șocul din lumea economică cauzat de OPEC în industria petrolieră.
Gandhi fusese deja acuzată de tendințe spre autoritarism. Folosindu-se de majoritatea parlamentară ea a amendat Constituția și a organizat administrația teritorială în sistem federal. Guvernul a impus de 2 ori „Regula președintelui” sub articolul 356 al Constituției, pentru a câștiga controlul administrativ al statelor controlate de partidele de opoziție. Oficialii aleși și serviciile administrative resimțeau influența crescândă al lui Sanjay Gandhi care devenise consilierul politic apropiat al lui Gandhi în locul unui om de valoare ca P.N.Haksar, strategistul lui Gandhi în timpul urcării ei la putere. Figuri publice renumite și foști luptători pentru libertate ca Jaya Prakash Narayan, Ram Manohar Lohia și Acharya Jivatram Kripalani acum susțineau campanii în nord împotriva guvernului ei.
În iunie 1975, Înalta Curte din Allahabad a găsit-o vinovată pe Indira Gandhi pentru folosirea Guvernului și a lucrărilor Partidului Congresului în campania sa electorală. Aceasta constituia o fraudă electorală și curtea a decis să-și piardă locul în Parlament și dreptul de a candida în alegeri pentru următorii 6 ani.
Gandhi a contestat decizia, dar partidele de opoziție s-au aliat cerând demisia ei. Protestele din multe state au paralizat sistemele de administrație. Coaliția Janata a lui J.Pnarayan a cerut poliției să ignore ordinele dacă li-se cere să deschidă focul asupra unei mulțimi neînarmate. Dezlănțuirile publice s-au combinat cu vremuri economice grele și cu un guvern iresponsabil. O uriașă mulțime de oameni au înconjurat Parlamentul și reședința lui Gandhi din Delhi, cerându-i să demisioneze.
Prim-ministrul Gandhi l-a sfătuit pe președintele Fakhruddin Ali Ahmed să declare stare de urgență, susținând că protestele creau o stare de turbulență internă. Ahmed era un vechi aliat politic, iar în India Președintele acționează după sfatul unui prim ministru ales. Stare de Urgență din cauza dezordinii interne a fost declarată conform art.352 din Constituție pe 26 iunie 1975.
Chiar înaintea ratificării Proclamării Urgenței de către Parlament, Gandhi a cerut poliției și Armatei să oprească protestele stradale, ordonând arestarea tuturor liderilor de opoziție în acea noapte. Mulți dintre aceștia fuseseră închiși de către englezi între 1930 și 1940. Puterea de a impune puteri nelimitate de detenție aparținea poliției, în timp ce toate publicațiile erau direct cenzurate de către Ministerul Informațiilor. Alegerile au fost amânate și administrațiile necongresiste au fost date jos.
Primul Ministru a trecut prin Parlament o serie de amendamente constituționale dure prin puține dezbateri. De fapt, se încerca să se amendeze Constituția pentru a proteja un Prim Ministru în funcție de a fi judecat dar și un fost Prim Ministru. Era clar că Gandhi încerca să se protejeze de decizii legale după ce starea de urgență ar fi fost ridicată.
Gandhi l-a folosit  în continuare  pe Președintele Fakhruddin Ali Ahmed în emiterea de ordonanțe ce nu aveau nevoie de dezbateri în Parlament, permițându-i ei și lui Sanjay, să conducă efectiv prin decret. Inder Kumar Gujral un viitor Prim Ministru dar atunci Ministrul de Informatii și Media al lui Gandhi a demisionat în semn de protest față de interferențele lui Sanjay în munca Ministerului.
Starea de urgență impusă de prim ministru a durat 19 luni. În tot acest timp, în ciuda controverselor, țara a făcut progrese economice și industriale semnificative. Asta se datora în special protestelor stopate din fabrici, facultăți și universități și a disciplinării comerțului și a uniunilor studenților. În frunte cu sloganul Baatein kam, kaam zyada,(mai puțină vorbă, mai multă muncă) productivitatea a crescut. Evaziunile fiscale au fost reduse de oficialii guvernamentali deși corupția rămăsese. Producția în agricultură și în industrie a crescut semnificativ în timpul programului lansat de Gandhi „20 puncte”, veniturile crescânde și la fel și poziția financiară a Indiei în comunitatea internațională.
În același timp, se ducea o campanie draconică de arestare și torturare a miilor de activiști politici, nemiloasa campanie de curățare a străzilor din jurul Delhi-ului, ordonată de Sanjay și îndeplinită de Jagmohan, care a lăsat sute de mii de oameni fără adăposturi și mii uciși, împreună cu programul de planificare familială care a impus forțat vasectomia a mii de tați, au dus la furia populației asupra programului de planificare familială ce persistă până în secolul 21.
În 1977, supra estimând popularitatea ei, Gandhi a impus alegerile și a fost învinsă detașat de Partidul Janata. Conducătorul Partidului Janata, un rival vechi al ei, Desai și cu Narayan ca mentor, susținea că alegerile reprezentau ultima șansă a Indiei de a alege între „democrație și dictatură”.

## Decăderea, arestul și întoarcerea
Desai a devenit Prim-Ministru și Neelam Sanjiva Reddy a devenit în 1969 Președintele Republicii. Gandhi își pierduse locul, rămânând fără slujbă, venituri sau casă. Partidul Congresist s-a împărțit și susținătorii ei vechi ca Jagjivan Ram au abandonat-o pentru Janata. Partidul Congresist al lui Gandhi era acum un grup mai mic în Parlament, opoziția oficială. Neputând să guverneze din cauza coaliților lui Gandhi, ministrul Choudhary Charan Singh a ordonat arestarea Indirei și lui Sanjay Gandhi. Arestul ei și procesul pe termen lung, au creat imaginea unei femei neajutorate, victimizate de Guvern, ceea ce a dus la renașterea ei politică.
Coaliția Janata era unită doar de ura față de Gandhi ( sau „acea femeie” cum o numeau unii). Deși libertatea se instaurase din nou, guvernul se lupta cu influența ei. Ea era capabilă să folosească situația în avantajul ei, a început din nou discursurile, scuzându-se tacit pentru „greșelile” făcute în timpul stării de alertă, câștigând sprijin din partea unor personalități importante ca Vinoba Bhave. Desai a demisionat în iunie 1979 și Singh a fost numit Prim Ministru de către Președinte.
Singh a încercat să formeze un guvern cu coaliția Janata dar i-a lipsit o majoritate. Charan Singh a făcut un târg cu Gandhi pentru susținere din partea partidului ei. După o vreme, și-a retras oferta și Președintele Reddy a dizolvat Parlamentul, având loc alegeri în 1980.
Partidul Congresist al lui Gandhi s-a întors la putere cu o majoritate covârșitoare.
Indirei Gandhi i s-a acordat Premiul Lenin pentru Pace (pentru 1983-84).

## Operațiunea Blue Star și asasinatul

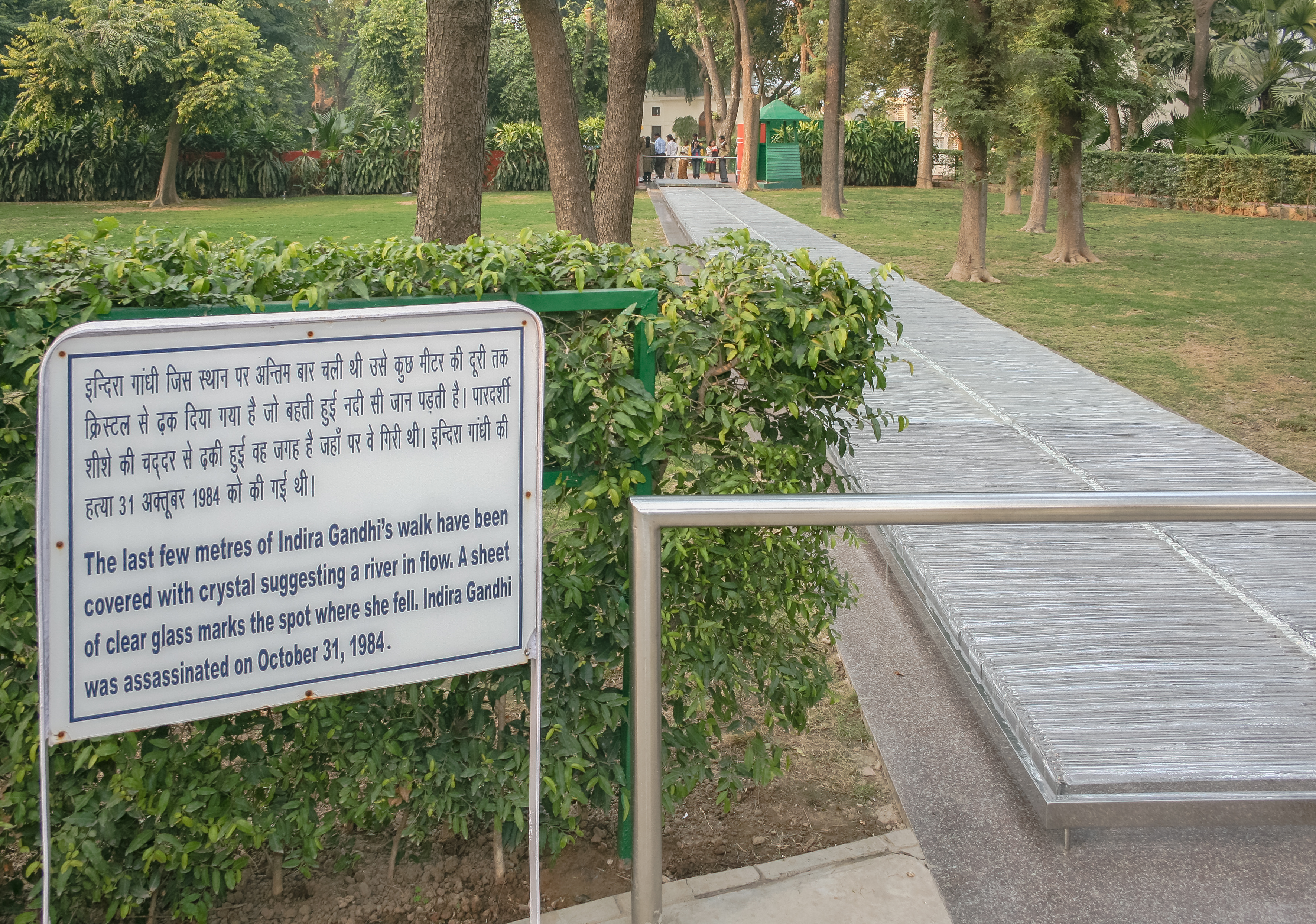
Aleea pe care a fost ucisă Indira Gandhi, acum parte a Muzeului Memorial Indira Gandhi, New Dehli.

Anii înaintați a lui Gandhi în politică au fost presărați cu probleme în Punjab. Un lider religios local Jarnail Singh Bhindrawale a fost pus în funcție de către Partidul Congresului, ca o alternativă la partidul regional Akali Dal, dar o dată ce activitățile sale au luat o întorsătură violentă, el a fost alungat ca extremist și separatist. În septembrie 1981, Bhindrawale a fost arestat în Amritsar dar a fost eliberat 25 zile mai târziu din lipsă de dovezi. După eliberarea sa, și-a mutat cartierul general la Guru Nanak Niwas.
Deranjată de răspândirea militanților din grupul lui Bhindrawale, Gandhi a dat permisiunea armatei să pună în aplicare Operațiunea Blue Star să-l captureze pe Bhindrawale și pe militanții săi pe 3 iunie 1984. Mulți hinduși au fost furioși de invadarea locului sfânt, care rămâne controversat și astăzi. Peste 20.000 de civili au fost uciși în acest atac.
Pe 31 octombrie, 1984, 2 dintre gărzile de corp ale Indirei Gandhi, Satwant Singh și Beant Singh, au asasinat-o în grădina reședinței Primului Ministru din Safdarjung Road nr.1 în New Delhi. Pe când aceasta se îndrepta spre locul unde trebuia să dea un interviu marelui actor englez Peter Ustinov care filma un documentar pentru televiziunea irlandeză, ea a trecut pe o poartă păzită de Satwant și Beant, când s-a aplecat să-i salute în tradiționalul stil indian, ei au deschis focul cu pistoale semiautomate. Ea a murit în drum spre spital, în mașina sa oficială dar a fost declarată moartă câteva ore mai târziu.
Indira Gandhi a fost incinerată pe 3 noiembrie lângă Raj Ghat și locul a fost numit Shakti Shal.
După moartea ei militanți anti-Sikh s-au răspândit prin țară ucigând mii de civili și lăsând zeci de mii fără adăpost.

## Familia Nehru-Gandhi
Inițial Sanjay Gandhi fusese ales ca moștenitor, dar după moartea lui într-un accident aviatic, mama sa l-a convins pe Rajiv Gandhi să renunțe la slujba sa ca pilot și să intre în polică în februarie 1981. A devenit prim-ministru la moartea ei, iar în mai 1991 a fost și el asasinat, de această dată de către militanții Tamil Eelam. Văduva lui Rajiv, Sonia Gandhi, o italiancă, a realizat o nouă coaliție a Partidului Congresist ce a dus la victorie electorală în 2004.
Sonia Gandhi a refuzat șansa de a ajunge Prim-Ministru (ceea ce ar fi cerut o schimbare în Constituția Indiană), dar rămâne în fruntea Partidului. Copiii lui Rajiv, Rahul Gandhi și Priyanka Gandhi au intrat și ei în politică. Văduva lui Sanjay, Maneka Gandhi, care se certase cu Indira după moartea soțului ei, fiind cunoscut modul în care a fost dată afară din casa Primului Ministru, ca și fiul lui Sanjay, Varun Gandhi sunt activi în politică, ca membrii ai opoziției, Partidul Bharatiya Janata.
Deși frecvent numită „Familia Nehru-Gandhi”, Indira Gandhi nu a fost în nici un fel rudă cu Mahatma Gandhi, deși a fost un prieten de familie, numele ei de Gandhi vine din căsătoria cu Feroze Gandhi.